# Sergio Gabriel Martínez
Sergio Gabriel Martínez (ur. 21 lutego 1975 w Quilmes) – argentyński bokser, były zawodowy mistrz świata organizacji WBC w kategorii junior średniej oraz średniej.

## Kariera
Zawodową karierę rozpoczął w grudniu 1997 roku. W lutym 2000 roku, w swojej osiemnastej walce, z Antonio Margarito, doznał pierwszej porażki w karierze (TKO w siódmej rundzie). W kwietniu 2007 roku w walce eliminacyjnej WBC znokautował w czwartej rundzie Saula Romana. 4 października 2008 roku pokonał na punkty Alexa Bunemę i zdobył tytuł tymczasowego mistrza świata federacji WBC. W następnej walce w lutym 2009 roku zaledwie zremisował z Kermitem Cintronem.
21 maja 2009 roku został pełnoprawnym mistrzem WBC po tym, jak tytuł ten został odebrany Vernonowi Forrestowi. 5 grudnia 2009 roku zmierzył się z Paulem Williamsem. Pas mistrzowski należący do Argentyńczyka nie był stawką tego pojedynku. Martínez przegrał pojedynek decyzją większości na punkty w stosunku 110–119, 113–115 i 114–114. Obaj bokserzy w pierwszej rundzie leżeli na deskach.
17 kwietnia 2010 Martinez zmienił kategorię wagową na wyższą i stoczył pojedynek o mistrzowskie pasy WBC oraz WBO z Kellym Pavlikiem, którego pokonał jednogłośnie na punkty.
20 listopada 2010 ponownie przeciwnikiem Martineza był Paul Williams, a stawką pojedynku był pas mistrza świata WBC wagi średniej, Martinez wygrał pojedynek przez KO w drugiej rundzie.
18 stycznia 2011 federacja WBC poinformowała o odebraniu pasa mistrza świata wagi średniej Martinezowi za odmowę walki z tymczasowym mistrzem Sebastianem Zbikiem, który automatycznie został pełnoprawnym mistrzem.
12 marca 2011 Sergio zmierzył się z niepokonanym na zawodowych ringach mistrzem WBO kategorii junior średniej Serhijem Dzyndzyruk jednak pas WBO należący do ukraińskiego pięściarza nie był stawką tego pojedynku, stawką był diamentowy pas WBC. Martinez wygrał przez TKO w ósmej rundzie zdobywając diamentowy pas federacji WBC, gdy sędzia przerwał pojedynek po trzecim nokdaunie Serhija, Dzyndzyruk był liczony również raz w czwartej i piątej rundzie. W kolejnym pojedynku 1 października 2011 obronił swój pas nokautując w jedenastej rundzie niepokonanego wcześniej Darrena Barkera.
15 września 2012 roku zmierzył się z Julio Cesarem Chavezem Juniorem w kategorii średniej, gdzie stawką był pas WBC. Po dość jednostronnym pojedynku pokonał Meksykanina na punkty. W ostatniej, 12 rundzie, Martinez był liczony i mało brakowało, by przegrał przed czasem.
27 kwietnia 2013 Argentyńczyk pokonał jednogłośnie na punkty (115-112, 115-112, 115-112)   Martina Murraya w pierwszej obronie pasa WBC.
7 czerwca 2014 zmierzył się z Miguelem Cotto. Stawką pojedynku był pas WBC należący do Martineza. Pojedynek zakończył się zwycięstwem Cotto. Martinez liczony był trzy razy w pierwszej rundzie i raz w dziewiątej. Po tej rundzie Sergio nie wyszedł do następnej, doznając trzeciej porażki na zawodowych ringach. Miguel sięgnął po tytuł w jego czwartej kategorii wagowej. W czerwcu 2015 ogłosił zakończenie kariery.

## Życie prywatne
Mieszka w Oxnard w stanie Kalifornia, a także w Madrycie. Jest rozwiedziony. W przeszłości jego partnerką była komentatorka sportowa Silvana Carsetti. Aktywnie wspiera prawa społeczności LGBT.